# As-Sâlih `Imâd ad-Dîn Ismâ`îl
As-Sâlih `Imâd ad-Dîn Ismâ`îl (vers 1325-1345) est un sultan mamelouk bahrite d’Égypte de 1342 à 1345, quatrième fils d'An-Nâsir Muhammad à régner. Son frère Al-Kâmil Sayf ad-Dîn Chaban lui succède en 1345.

## Biographie
As-Sâlih `Imâd ad-Dîn Ismâ`îl est le seul de la famille qui n'a pas une réputation de cruauté. Il a dix-sept ans quand il est désigné comme sultan. C'est le premier de la fratrie à avoir un règne de plus d'un an. Il perd le sommeil en apprenant que son frère An-Nâsir Chihab ad-Dîn Ahmad qui s'était pourtant volontairement retiré, est mort assassiné dans son exil. As-Sâlih `Imâd ad-Dîn Ismâ`îl tombe malade et un an après il est mis à mort.